# Авраменко Михайло Олексійович
Михайло Олексійович Авраменко (нар. 1899 — пом. ?) — український радянський діяч, голова Дрогобицького райвиконкому у 1940–1941 роках.

## Життєпис
Член ВКП(б).
У лютому 1940 — червні 1941 р. — голова виконавчого комітету Дрогобицької районної ради депутатів трудящих.